# Tété-Michel Kpomassie
Tété-Michel Kpomassie, född 1941, är en togolesisk äventyrare och författare, bosatt i Frankrike. Han är mest känd för boken L'Africain du Groenland (1981, En afrikan på Grönland, översättning Gemma Snellman, Fripress, 1984), för vilken han 1981 tilldelades Prix Littéraire Francophone International.
Kpomassie gick i skola i sex år i hemlandet, och fick sin vidare utbildning under sina resor i Afrika och Europa. Vid 16 års ålder kom han över en bok om Grönland i missionsbiblioteket, och blev fascinerad av de grönländska folken, som lever i ett klimat så vitt skilt från det han själv levde i. Han bestämde sig därför för att resa dit, och efter åtta års resa genom Västafrika och Europa kom han slutligen fram till Qaqortoq. Han stannade sedan på Grönland i 16 månader. Kpomassies bok om sin resa blev mycket uppmärksammad, och finns översatt till ett flertal språk. Han har sedan dess skrivit artiklar och noveller i olika franska tidskrifter.